# Janvier 1743
Cette page présente les faits marquants du mois de janvier 1743.

## Événements
- 1er janvier : les fils La Vérendrye, Louis-Joseph et François Gaultier remontent le Haut Missouri jusqu'au pied des montagnes Rocheuses. Le 30 mars, ils revendiquent l'ouest américain pour la France[1].